# Communion d'Églises protestantes en Europe
La Communion d'Églises protestantes en Europe est la plus importante organisation d'Églises protestantes en Europe, rassemblant des églises luthériennes et réformées européennes dans le cadre de la Concorde de Leuenberg.

## Historique
La Communion d'Églises protestantes en Europe fut fondée le 16 mars 1973 sous le nom de Communion ecclésiale de Leuenberg entre les Églises luthériennes et réformées d'Europe quand elles signèrent la Concorde de Leuenberg, du nom d'une petite ville à côté de Bâle, en Suisse. Ce texte d'accord théologique a été signé également, depuis, par l'Église évangélique vaudoise, l'Église évangélique des frères tchèques et les Méthodistes. Il s'inscrit dans les précédents de la Concorde de Wittemberg (1536) et du consensus de Sandomierz (1570),
Aujourd'hui, la Communion d'Églises protestantes en Europe compte 105 Églises membres. Elle absorbe en 2008 la Conférence des Églises sur le Rhin, qui forme à présent sont Groupe régional Nord Ouest. En 2012, la Conférence des Églises protestantes des pays latins d'Europe est reconnue comme le Groupe régional latin.
La pasteure suisse Rita Famos est élue, le 31 août 2024, à la présidence de la Communion d'Églises protestantes en Europe à Sibiu en Roumanie. Elle est secondée par l’évêque estonien Marko Titus et par le professeur de théologie allemand Georg Plasger (de),.

## La Concorde de Leuenberg
La Concorde de Leuenberg reprend les questions des sacrements : baptême et cène, et des ministères. Elle lève les excommunications réciproques datant de la Réforme. Elle établit la pleine « communion de chaire et d'autel » entre les Églises signataires. Sur la question de la grâce de Dieu, de la prédication et des sacrements, les églises qui signent la Concorde de Leuenberg « se déclarent mutuellement en communion quant à la prédication et l’administration des sacrements » ce qui « inclut la reconnaissance mutuelle des ordinations et la possibilité de l’intercélébration. »

## Liens
- (en) Site officiel
- Notices d'autorité :   - VIAF
  - IdRef
  - LCCN
  - GND
  - Israël
  - WorldCat
- Texte français de la Concorde de Leuenberg